# Прва лига Србије у одбојци за жене
Прва лига Србије у одбојци је други степен лигашких одбојкашких такмичења за жене у Србији. Лига је формирана 2006. године, након распада заједничке државе Србије и Црне Горе. Тренутно лига броји 14 клубова.

## Победници свих првенстава
| Сезона   | Бр. клуб. | Првак                        | Другопласирани                        | Изв.                 |
| 2006/07. | 10        | Лазаревац, Лазаревац         | Шумадија, Аранђеловац                 | [ 1 ] [ 2 ]          |
| 2007/08. | 10        | Спартак, Суботица            | Визура, Београд                       | [ 3 ] [ 4 ]          |
| 2008/09. | 10        | Визура, Београд              | Раднички, Крагујевац                  | [ 5 ] [ 6 ]          |
| 2009/10. | 10        | Раднички НИС Петрол, Београд | Колубара, Лазаревац                   | [ 7 ] [ 8 ]          |
| 2010/11. | 12        | Војводина, Нови Сад          | Варадин БМГ Градња, Варадин           | [ 9 ]                |
| 2011/12. | 12        | Железничар, Лајковац         | Јединство, Стара Пазова               | [ 10 ]               |
| 2012/13. | 12        | Смеч 5, Гружа                | Раднички, Крагујевац                  | [ 11 ]               |
| 2013/14. | 12        | Раднички, Београд (2)        | Крагуј, Крагујевац                    | [ 12 ]               |
| 2014/15. | 12        | МД Зрењанин, Зрењанин        | Јединство, Ужице                      | [ 13 ]               |
| 2015/16. | 12        | Футог, Футог                 | Клек Србијашуме, Клек                 | [ 14 ]               |
| 2016/17. | 12        | Клек Србијашуме, Клек        | Срем, Сремска Митровица               | [ 15 ]               |
| 2017/18. | 12        | Уб, Уб                       | Таково Звезда Хелиос, Горњи Милановац | [ 16 ]               |
| 2018/19. | 12        | Београд, Београд             | Срем, Сремска Митровица               | [ 17 ]               |
| 2019/20. | 10        | Срем, Сремска Митровица      | Раднички, Београд                     | [ 18 ] [ 19 ] [ 20 ] |
| 2020/21. | 12        | Инђија, Инђија               | Раднички Бластерс, Београд            | [ 21 ]               |
| 2021/22. | 12        | Омладинац, Нови Бановци      | Нови Сад, Нови Сад                    | [ 22 ]               |
| 2022/23. | 12        | Клек, Клек (2)               | Раднички Бластерс, Београд            | [ 23 ]               |
| 2023/24. | 12        | Јединство, Ужице             | Нови Сад, Нови Сад                    | [ 24 ]               |
| 2024/25. | 14        | Лесковац 98, Лесковац        | Београд, Београд                      | [ 25 ]               |

## Клубови у сезони 2024/25.
- Ас, Батајница
- Београд, Београд
- Борац, Чачак
- Ваљево, Ваљево
- Волеј старс, Кљајичево
- Десетка, Ниш
- Златибор, Чајетина
- Клек, Клек
- Колубара, Лазаревац
- Лесковац 98, Лесковац
- Нови Пазар, Нови Пазар
- Нови Сад, Нови Сад
- Таково, Горњи Милановац
- Црно-беле 011, Београд